# Котора білошиїй
Котора білошиїй (Pyrrhura albipectus) — вид папугоподібних птахів родини папугових (Psittacidae). Мешкає в Еквадорі і Перу.

## Опис
Довжина птаха становить 24 см. Забарвлення переважно зелене. Тім'я тьмяне, з блідо-сірим краєм ззаду і тонким червоним краєм спереду, щоки поцятковані жовтими і зеленими лускоподібними плямами, скроні жовто-оранжеві. На шиї білий комір, груди жовті, решта нижньої частини тіла зелена. Крила зелені, першорядні покривні пера крил червоні, першорядні махові пера сині. Хвіст зелений, знизу тьмяно-червоний. Очі чорні, навколо очей плями голої білої шкіри. Виду не притаманний статевий диморфізм.

## Поширення і екологія
Білошиї котори мешкають в Андах на південному сході Еквадору (Національний парк Подокарпус, гори Кордильєра-де-Кутуку і Кордильєра-дель-Кондор) та в прилеглих районах на півночі Перу. Вони живуть у вологих гірських тропічних лісах та на галявинах, на висоті від 900 до 2000 м над рівнем моря. Зустрічаються зграйками по 4-20 птахів. Живляться плодами, насінням і квітками, яких шукають в кронах дерев. Сезон розмноження триває з травня по липень, в кладці від 4 до 9 яєць. Інкубаційний період триває 22-28 днів, пташенята покидають гніздо через 45-60 днів після вилуплення.

## Збереження
МСОП класифікує цей вид як вразливий. За оцінками дослідників, популяція білошиїх котор становить від 2500 до 10000 дорослих птахів. Їм загрожує знищення природного середовища.